# José Júlio Cardona
José Júlio Cardona da Silva (Covilhã, 29 de Março de 1879 - Lisboa, 2 de Abril de 1950) foi um músico e maçon português.

## Biografia
Foram distintas as suas provas como aluno do Conservatório Real de Lisboa, onde estudou e pelo qual era diplomado, dedicando-se, principalmente, ao estudo do violino, em que se tornou notável.
Fez parte do sexteto do Ginásio Lisboa, com outros músicos de nome.
Tendo, antes, percorrido várias terras e cidades do Norte de Portugal, dando concertos, entrou como componente da Orquestra do Real Teatro de São João do Porto, onde se conservou durante três anos, realizando várias audições no Palácio de Cristal.
Em 1897, passou a fazer parte da Orquestra do Real Teatro de São Carlos de Lisboa.
Iniciado em 1902 na Maçonaria, na Loja José Estevão, afecta ao Grande Oriente Lusitano, recebeu e adoptou o nome simbólico do célebre compositor Richard Wagner, pertenceu, depois, à Loja Evolução II, da qual foi fundador e Venerável Mestre, e à Loja Gil Vicente, todas de Lisboa.
Em 1909, empreendeu uma excursão artística pelo Brasil, tendo tocado no Rio de Janeiro, em Belém, no Pará, em Manaus, na Baía, em Pernambuco, e noutras terras e cidades, acompanhado pelo pianista Hernâni Torres.
Em 1910 ou 1911, sendo aí músico, foi ocupar a cadeira de Professor de violino do Conservatório de Lisboa, na vaga deixada pela exoneração de George Wendling.
Em 1911, fundou, organizou e dirigiu a Orquestra de Lisboa, tendo, como seu Director, dado o primeiro concerto nesse mesmo ano.
Em 1915, entre outros e de colaboração com Alexandre Rey Colaço, efectuou, na sala do Grémio Literário de Lisboa, cinco concertos, em que foram interpretadas as dez sonatas para violino e piano, obras de Ludwig van Beethoven, concertos que ficaram memoráveis pelo seu significado artístico. Nesse mesmo ano, com o mesmo pianista e o violoncelista João Passos, realizou a audição integral dos trios do grande músico Alemão.
No ano de 1917, proporcionara ao público de Lisboa uma série de audições subordinadas ao tema A sonata e o lied, com a colaboração de Alexandre Rey Colaço e sua filha, a cantora Alice Rey Colaço, tendo sido interpretadas obras de Pietro Locatelli, Johann Sebastian Bach, Wolfgang Amadeus Mozart, Ludwig van Beethoven, Robert Schumann, Johannes Brahms, Edvard Grieg e Gabriel Fauré.
Como executante violinista e teorista, pode ser considerado como um dos músicos portugueses de maior relevo do século XX em Portugal, tendo marcado a sua posição no meio artístico de Lisboa e deixado fama, não só como executante de violino, mas também como Professor do Conservatório de Lisboa e Maestro. Dedicou-se também à composição, tendo sido autor e deixado músicas de hinos de cunho Maçónico, entre os quais A Sementeira, Solidariedade, Verdade e Liberdade.
Em sua homenagem, decorre na sua terra natal o Concurso Internacional de Instrumentos de Arco Júlio Cardona, de âmbito internacional, para jovens até aos 30 anos.